# Kirchspiel Nätra

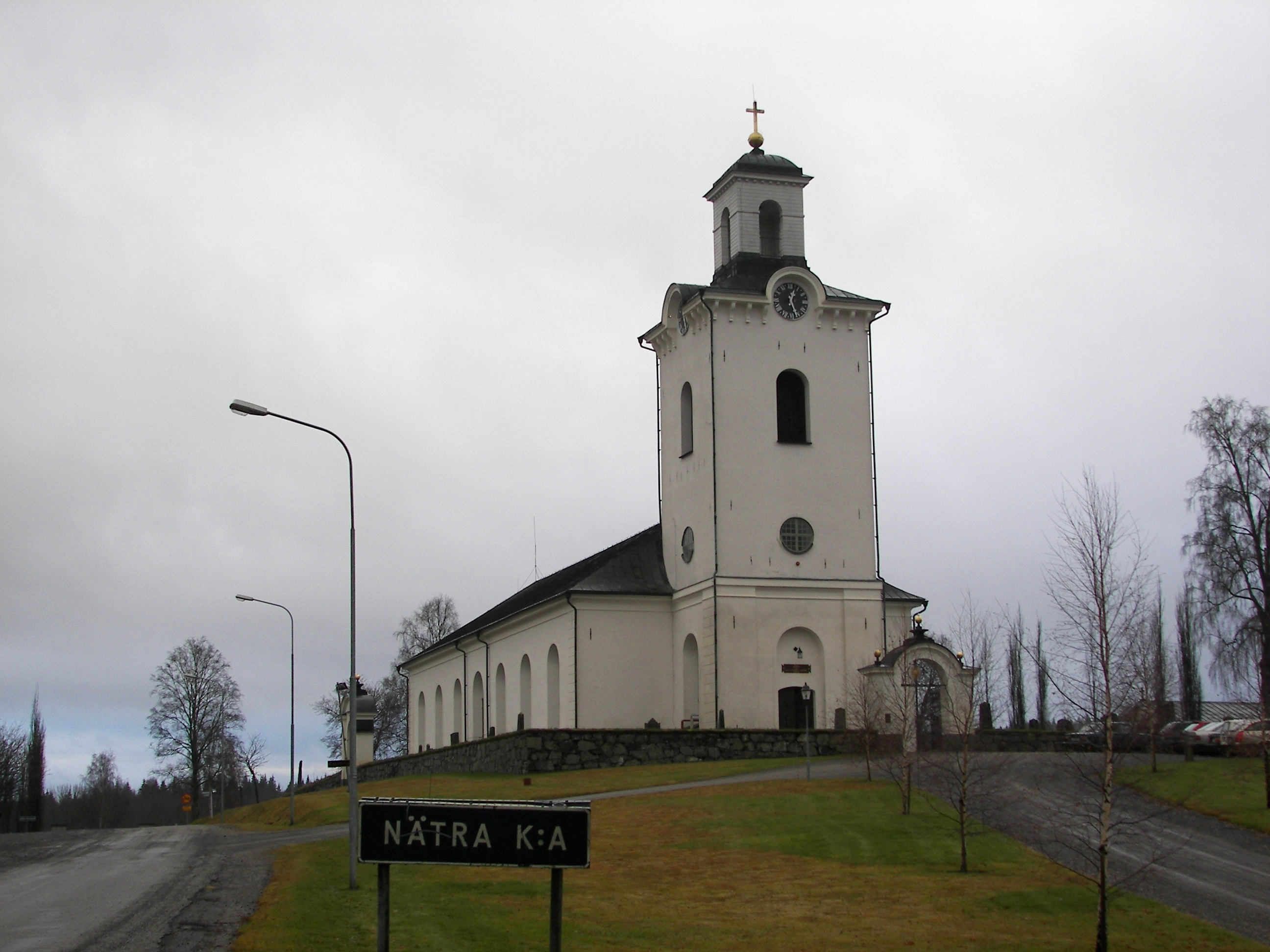
Nätra kyrka

Das Kirchspiel Nätra (schwedisch Nätra socken) ist ein schwedisches Kirchspiel und seit 1971 Teil der Gemeinde Örnsköldsvik. Das Kirchspiel hat eine Fläche von 382 Quadratkilometer und liegt am Unterlauf des Nätraån. Größere Orte sind Köpmanholmen, Åmynnet und Bjästa mit der Hauptkirche des Kirchspiels, die Nätra kyrka in Bjästa. 
Das Kirchspiel wurde im Mittelalter gegründet, im 14. Jahrhundert wurde das Kirchspiel Sidensjö herausgelöst. Pfarrer aus Nätra waren für Gottesdienste in Ulvöhamn und Trysunda zuständig. Mitte des 19. Jahrhunderts wurden bei einer Reform die kirchlichen Aufgaben an die Pfarrei Nätra abgegeben, die weltlichen an die Landgemeinde Nätra (Nätra landskommun). 1952 ging die Landgemeinde Sidensjö in der Landgemeinde Nätra auf, und diese wiederum zum 1. Januar 1971 in der neu gebildeten Gemeinde Örnsköldsvik.
Der jährlich im August stattfindende Nätra marknad war der wichtigste Markt in Ångermanland. Hier verkauften lokale Bauern, Handelsreisende, Samen und Gävlefischer ihre Produkte. Eine besondere Stellung nahmen dabei Leinenprodukte ein, deren Produktion in der Gegend um Nätra seit dem Mittelalter bis Anfang des 20. Jahrhunderts stattfand. Ein moderner Markt wird seit 1942 jährlich Mitte Juli abgehalten, in den drei Tagen kommen etwa 30.000 Besucher. Er findet heute bei der kleinen Ansiedlung Kornsjöstrand am See Kornsjösjön, gut vier Kilometer westlich von Bjästa statt.